# Tony Gustavsson
Tony Gustavsson (Sundsvall, 14 agosto 1973) è un allenatore di calcio ed ex calciatore svedese, di ruolo attaccante.

## Carriera

### Giocatore

#### Club
Da calciatore, Gustavsson vestì le maglie di IFK Sundsvall, Orlando Lions, Stockvik, Café Opera, Ytterhogdal, Brage e Degerfors.

### Allenatore
Fu proprio nella sua seconda esperienza allo Ytterhogdal che cominciò la carriera da allenatore, pur rimanendo ancora un calciatore attivo. Nel 2005 fu allenatore al Degerfors, per poi passare allo Hammarby dal 2006 al 2009.
Il 27 aprile 2010 firmò un contratto valido per i successivi 44 giorni con i norvegesi del Kongsvinger. Successivamente, prolungò il contratto fino al termine della stagione. Al termine del campionato, il Kongsvinger retrocesse nella 1. divisjon e Gustavsson non esercitò l'opzione per prolungare ulteriormente il suo contratto.
Nel 2012 diventò allenatore del Tyresö, formazione femminile svedese, rimanendovi fino a quando la squadra per via di problemi economici si ritirò dalla Damallsvenskan 2014 a campionato in corso. Sempre nel 2014 tornò a rivestire il ruolo di assistente della Nazionale statunitense femminile, ruolo che aveva già ricoperto nel 2012 quando ancora il CT era la connazionale Pia Sundhage. La selezione a stelle e strisce durante la sua permanenza (e sotto la guida del CT Jillian Ellis) vinse i campionati mondiali sia nel 2015 che nel 2019.
Il 2 settembre 2019 tornò ufficialmente ad allenare nel mondo del calcio maschile svedese accettando l'offerta del GIF Sundsvall, squadra in crisi di risultati che in quel momento – a otto giornate dalla fine del campionato – occupava l'ultimo posto dell'Allsvenskan 2019. A fine stagione la salvezza non fu raggiunta, e Gustavsson lasciò il club.
Nell'agosto del 2020 fece ritorno all'Hammarby, questa volta però non da capo allenatore, bensì in qualità di assistente e di responsabile dell'allenamento individuale dei giocatori. A fine stagione lasciò l'incarico per dedicarsi all'attività di CT della nazionale australiana femminile.
Il 6 febbraio 2025 la Federcalcio svedese ha annunciato che Gustavsson ha firmato un contratto quadriennale per diventare il futuro commissario tecnico della nazionale femminile di calcio della Svezia, incarico che assumerà alla conclusione del Europeo di Svizzera 2025 rilevando Peter Gerhardsson.